# Gomophia egyptiaca
Gomophia egyptiaca är en sjöstjärneart som beskrevs av Gray 1840. Gomophia egyptiaca ingår i släktet Gomophia och familjen Ophidiasteridae. Utöver nominatformen finns också underarten G. e. egyptiaca.

## Bildgalleri

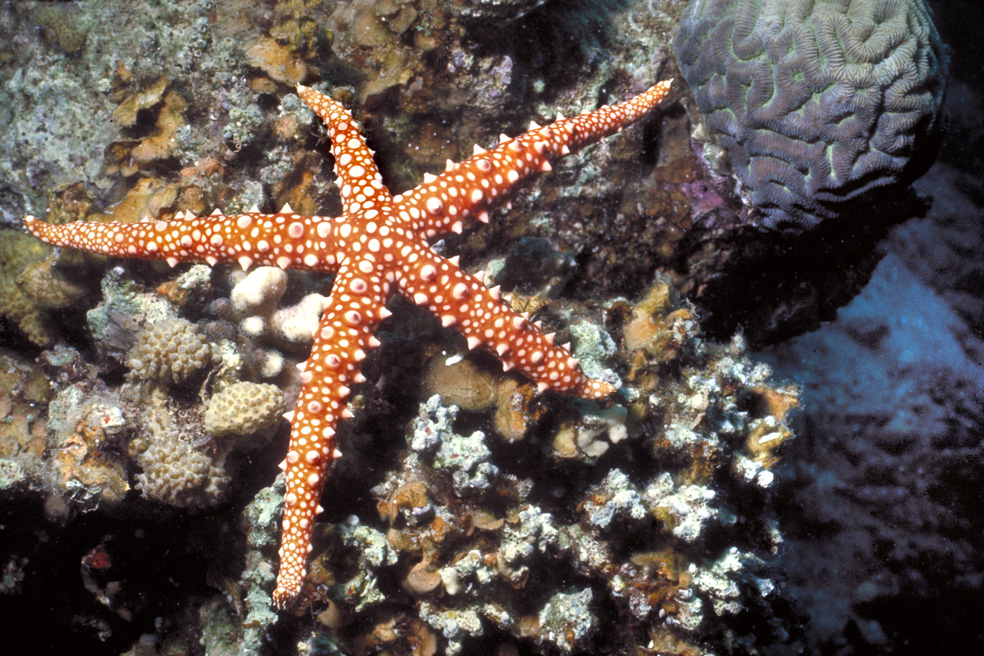
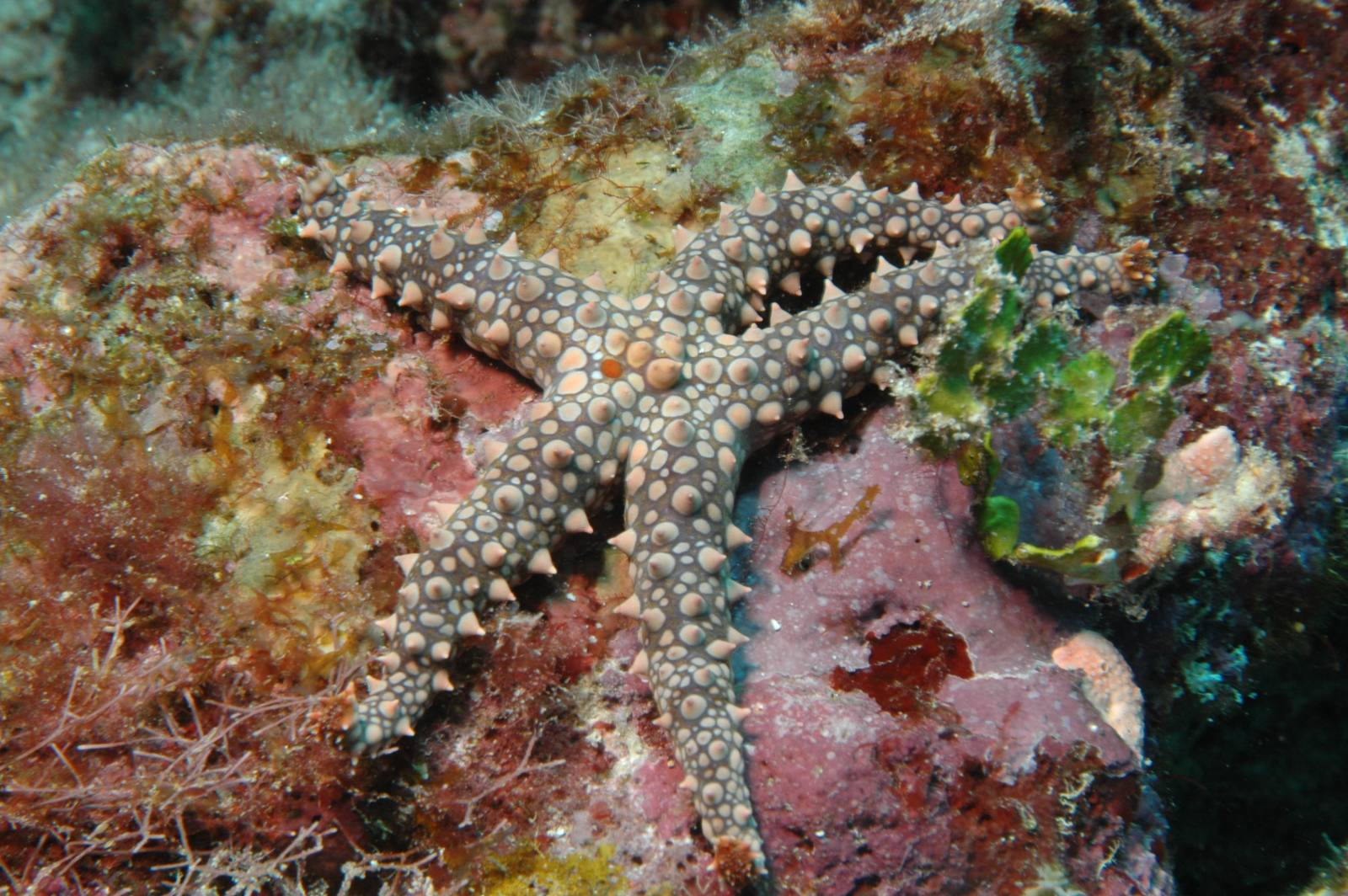